# Civrac-de-Blaye
 Civrac-de-Blaye  là một xã thuộc tỉnh Gironde trong vùng Nouvelle-Aquitaine tây nam nước Pháp.